# Znajdę cię
Znajdę cię – piosenka Andrzeja Rybińskiego z albumu Andrzej Rybiński, wydana w 1985 roku.

## Opis
Utwór ten, który jest uznawany za jeden z największych przebojów Andrzeja Rybińskiego, został po raz pierwszy wykonany w 1985 roku na festiwalu w Opolu, na którym główny wykonawca wykonał ten utwór wraz z zespołem Familia.
Utwór ukazał się również na płytach takich jak m.in.: Opole '85 (1985), Greatest Hits (1992), Greatest Hits 2 (1999), Gwiazdozbiór. The Best of Andrzej Rybiński (2004), The Best: Nie liczę godzin i lat (2020).

## Pozycje na listach przebojów
| Kraj   | Notowanie (1985)                     | Pozycja |
| ------ | ------------------------------------ | ------- |
| Polska | Radiowa lista przebojów Programu I   | 5       |
| Polska | Piosenka Programu I 3 kwartałów 1985 | 21      |